# Maria Solozobova

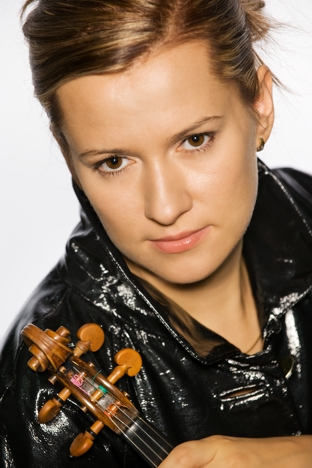
Maria Solozobova 2011

Maria Solozobova (russisch Мария Солозобова, Marija Solosobowa; * 22. April 1979 in  Moskau) ist eine in der Schweiz lebende russische Violinistin.

## Leben
Maria Solozobova wurde in Moskau geboren, ihre Eltern sind Physiker und Mathematiker, der Großvater Nikolaj Zubov, war ein bedeutender Flugzeugentwickler bei Tupolew. Klassische Musik war in der ganzen Familie sehr beliebt. Maria verblüffte bereits als Kind durch ihr musikalisches Talent. Sie lernte zuerst Klavier, danach Geige. Sie machte schnell gute Fortschritte, dass ihre erste Lehrerin entschied, sie beim nationalen Wettbewerb für junge Musiker Russlands anzumelden, wo sie einen ersten Preis gewann.
Danach wurde sie an der Musikschule Gnessin für begabte Kinder in Moskau ausgebildet und studierte am Moskauer Tschaikowsky-Konservatorium, wo sie ihr Konzertdiplom mit Auszeichnung im Jahr 2004 erhielt. Sie beendete ihr Studium an der Hochschule für Musik und Theater Zürich bei Zakhar Bron und an der Musikakademie Basel bei Raphael Oleg, wo sie im Jahr 2008 ihr Solisten-Diplom mit Auszeichnung absolvierte. Maria Solozobova spielt auf einer italienischen Geige von Nicolo Gagliano aus dem Jahr 1728.

## Künstlerische Bedeutung und Auszeichnungen
Maria Solozobova veröffentlichte 2007 ihre Debüt-CD mit Werken von Tschaikowski und Heinrich Wilhelm Ernst.
Maria Solozobova ist Preisträgerin mehrerer internationaler Musikwettbewerbe:
- Erster Preis sowie den Special Audience Prize beim internationalen Johannes Brahms Wettbewerb in Österreich (2000)
- Zweiter Preis beim internationalen Wettbewerb in Portugal (2002), wo sie wiederum den Special Audience Prize für die beste Interpretation erhielt
- Erster Preis beim W.A.Mozart-Wettbewerb in Zürich, unter dem Patronat der Duttweiler-Hug Stiftung (2005)
- Zweiter Preis beim Kammermusikwettbewerb "Jeunesses Musicales" Schweiz, mit dem Trio E.M.I (2006)
- Preisträgerin beim 40. internationalen Tibor Varga Wettbewerb in der Schweiz (2006)
- Preisträgerin beim Rodolfo Lipizer Prize International Violin Wettbewerb in Italien (2007)

Als Solistin und Kammermusik-Interpretin wurde Maria Solozobova zu bedeutenden Festivals eingeladen:
- Verbier Festival
- Internationales Menuhin-Festival in Gstaad
- Tartini-Festival in Slowenien
- International Music Festival Korsholm (Finnland)
- Kammermusik Festival "Entcentro de musica y academia Santander" (Spanien)
- Österreichisches Sommerfestival Prag-Wien-Budapest

Sie spielte als Solistin bei führenden Orchestern und unter namhaften Dirigenten, zu ihren Kammermusikpartnern zählen A. Volodin, A. Gavrilov, Y. Avdeeva, I. Vinogradova, G. Wyss, U. Koella, Y. Smirnov sowie die Cellisten D. Geringas, Sol Gabetta und die Violinisten A. Lysy, I. Bochkova und H. Schneerberger.

## Engagements
- 2005: 1. Konzertmeisterin beim Orchestre de la Suisse Romande
- 2008: Konzerttour in Taiwan  mit dem Taipei Philharmonic Orchester
- 2008/2009: "Klassische Musik im Licht der Sonnen Energie" in mehreren Städten der Schweiz.
- 2009: Debüt in der Tonhalle Zürich Grosser Saal mit dem Zürcher Kammerorchester unter der Leitung von Tang Muhai
- 2009/2010: Konzerttournee mit dem Ensemble "Camerata Musica Barocca"
- 2011: Konzerttour in Südafrika mit Cape Philharmonic Orchestra, mit State Symphony Orchestra Bloemfontein und Rezitalen, "World Premiere" Rezital in die Tonhalle Zürich
- Konzerttour mit dem Taipei Philharmonic Orchestra in Taiwan
- Konzertreihe in den USA
- Festival Barocco di Viterbo in Italien
- Auftritt mit dem Moskau Symphonie Staatsorchester in Russland